# Glyphochloa goaensis
Glyphochloa goaensis là một loài thực vật có hoa trong họ Hòa thảo. Loài này được (R.S.Rao & Hemadri) Clayton mô tả khoa học đầu tiên năm 1981.